# Rose-Marie Losier-Cool
Pour les articles homonymes, voir Losier et Cool.
Rose-Marie Losier-Cool est une ancienne sénatrice canadienne, née le 18 juin 1937 à Tracadie-Sheila, au Nouveau-Brunswick. Elle est nommée au sénat le 21 mars 1995 par Jean Chrétien et elle prend sa retraite le 18 juin 2012, le jour de ses 75 ans. 